# Karpniki
Karpniki (niem. Fischbach) – wieś w Polsce, w województwie dolnośląskim, w powiecie karkonoskim, w gminie Mysłakowice.
Wieś położona jest u podnóża Krzyżnej Góry w Rudawach Janowickich, w Sudetach Zachodnich w dolinie Karpnickiego Potoku.

## Podział administracyjny
W latach 1945–1954 miejscowość była siedzibą gminy Karpniki. W latach 1954–1972 wieś należała i była siedzibą władz gromady Karpniki. W latach 1975–1998 miejscowość należała administracyjnie do województwa jeleniogórskiego.

## Nazwa
W ciągu wieków nazwa miejscowości ulegała przekształceniom, przyjmując różne warianty: Wysbach, Crossen – Fischbach (około roku 1300), Vischbach (1370), Wenigen Fischbach (1389), Fischbach (1393), Viesbache (1478), Alt-, Neu Fischbach (1816), Fischbach (1825) i Rybnik, Fischbach (1850).
12 listopada 1946 nadano miejscowości polską nazwę Karpniki.

## Historia
W przeszłości Karpniki należały do różnych rodów i możnych. Miejscowość znana jest głównie dzięki XV-wiecznemu zamkowi wraz z otaczającym go parkiem.
Pierwsze informacje o Karpnikach pochodzą z XIII wieku. W XVIII i XIX w. miejscowość należała do Hohenzollernów i za panowania króla Prus Fryderyka Wilhelma III Pruskiego kwitło w niej życie towarzyskie. Pojawiała się śmietanka pruskiej arystokracji i artyści z całej Europy. Gościła tu również caryca Katarzyna, która pozostawiła w prezencie dla właścicieli złotą kołyskę. Posiadłość znana była z niezwykle bogatego wyposażenia i ogrodu stworzonego na ówczesną, sentymentalną modłę.

## Zabytki

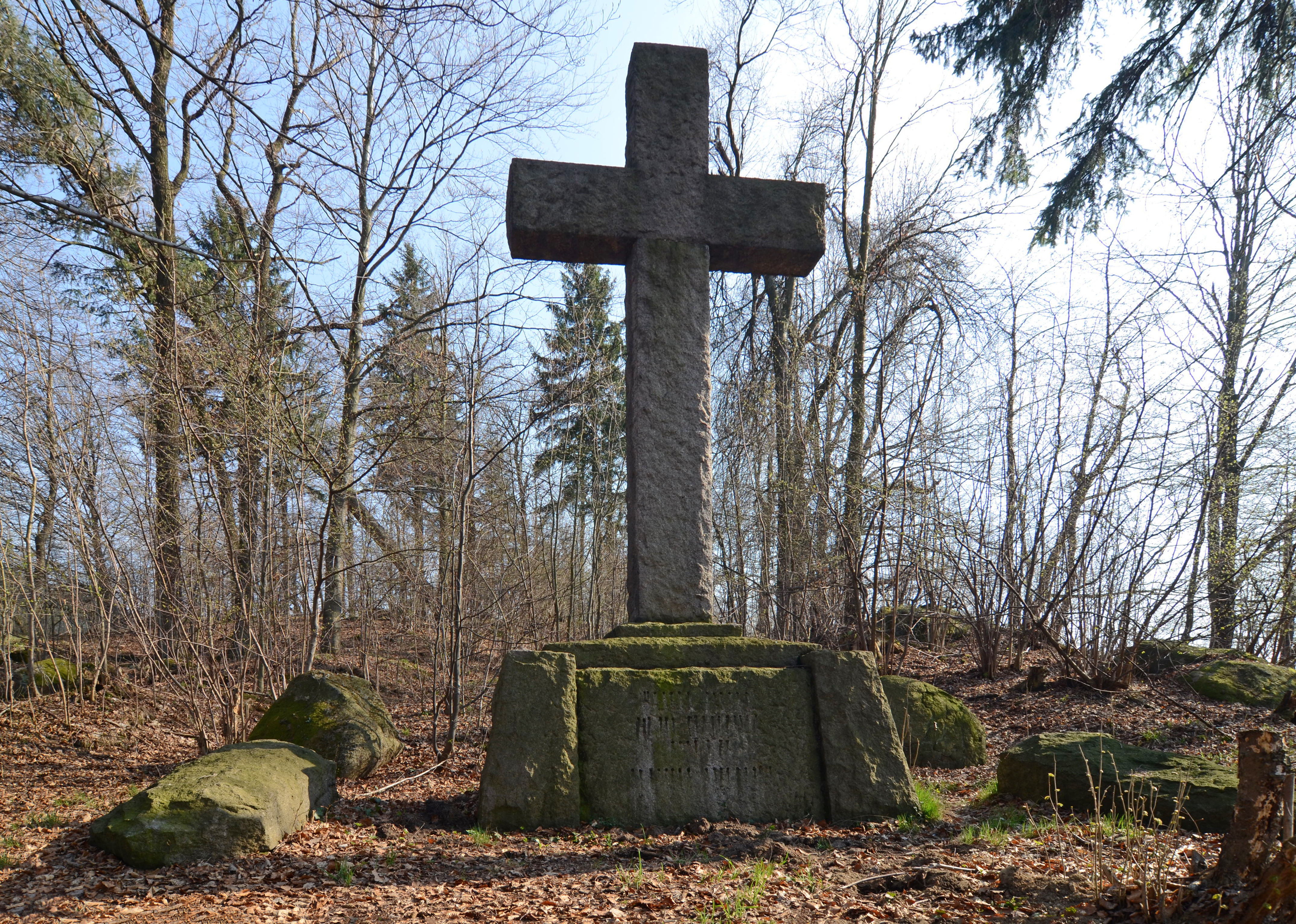
Karpniki Pomnik poległych podczas I wojny światowej

Do wojewódzkiego rejestru zabytków wpisane są:
- kościół pw. św. Jadwigi Śląskiej z XIV–XIX wieku, pierwotnie gotycki, barokowy, a później renesansowy. W kościele znajdowała się oryginalna, gotycka figura z XV w. Madonny z Dzieciątkiem na półksiężycu, która zaginęła w niewyjaśnionych okolicznościach. W świątyni zachowane są elementy barokowego wyposażenia
  - cmentarz przykościelny
  - ogrodzenie z bramami
- kościół ewangelicki w ruinie, z połowy XVIII wieku; organy z kościoła zostały rozebrane w roku 1949 i przewiezione do parafii św. Benedykta w Płocku-Radziwiu
- dwa budynki mieszkalne
- dawna plebania z XVIII wieku
- ruiny zamku Sokolec z XIV–XV wieku
- zespół pałacowy przy ul. Łąkowej 1:
- pałac z pierwszej połowy XVII wieku, przebudowany w latach 1838–1846[8]. Obiekt nie uległ zniszczeniu podczas wojny, ale został zaraz po niej doszczętnie ograbiony przez wojska Armii Czerwonej. Od tego czasu obiekt popadał w ruinę. Obecnie w rękach prywatnych, wyremontowany, służy jako hotel i restauracja
  - park, założony po 1820 roku
  - aleja lipowa z połowy XIX wieku, prowadząca w stronę Łomnicy
- zespół willowy z 1875 r. przy ul. Stawowej 12, dawny nr 41:
  - pałac-willa, murowano-drewniana oraz park
- willa z 1898 r. przy ul. Rudawskiej 2
- młyn wodno-elektryczny z trzeciej ćwierci XIX w., nr 93
- drewniany budynek schroniska „Szwajcarka” z 1823 roku
- budynek gospodarczy

Inne zabytki:
- domek myśliwski z 1870 roku, w którym powstaje luksusowy hotel. Wnętrza zachowały przedwojenny wystrój i dają wyobrażenie jak wspaniały musiał być karpnicki zamek.

## Wspólnoty wyznaniowe
Na terenie wsi działalność religijną prowadzą następujące Kościoły i związki wyznaniowe:
- Kościół rzymskokatolicki:
  - Parafia św. Jadwigi Śląskiej w Karpnikach

## W filmie
W Karpnikach nagrywano sceny do filmu Operacja Dunaj o interwencji członków Układu Warszawskiego w Czechosłowacji w 1968 roku.